# PGC 36867
LEDA/PGC 36867 ist eine Irreguläre Galaxie vom Hubble-Typ Im im Sternbild Löwe auf der Ekliptik, die schätzungsweise 159 Millionen Lichtjahre von der Milchstraße entfernt ist. Im selben Himmelsareal befinden sich u. a. die Galaxien NGC 3908, IC 735, IC 736, IC 737.